# 성적 대상화
성적 대상화(性的 對象化, 영어: sexual objectification) 또는 성적 객체화(性的 客體化), 성적 객관화(性的 客觀化), 성적 사물화(性的 事物化), 성적 타자화는 타인을 성적 쾌락을 충족하기 위한 수단으로써 인격이나 감정이 없는 물건처럼 취급하는 행위이다. 대상화는 한 개인을 그 사람의 품성이나 존엄성에 상관없이 물건처럼 취급하는 행위를 뜻한다. 대상화는 사회적 수준에서 일반적으로 관찰되지만, 개인적 수준에서도 관찰될 수 있다.
성적 대상화의 개념, 특히 여성의 대상화는 여성주의 이론과 여성주의에서 파생된 사회학 이론에서 중요한 개념이다. 많은 여성주의자들은 성적 대상화가 통탄할 일이며, 성적 불평등에 중요한 역할을 한다고 여긴다. 그러나 몇몇 사회 평론가들은 일부 현대 여성들이 '여성의 임파워먼트'를 표현하기 위해 스스로를 대상화하기도 한다고 주장하기도 한다.

## 여성에 대한 성적 대상화
남성에 의한 여성의 성적 대상화는 여성의 인간성을 무시하고 남성의 성적 욕망의 대상으로만 취급하는 것과 관련된다. 어떤 상황이 대상화인지에 대한 의견이 갈리긴 하지만, 일부 여성주의자들은 여성에 대한 대상화가 여성의 성별을 강조하는 광고와 미디어, 대중문화에서 발생한다고 본다. 이를테면, 여성이 약하고 복종하는 것으로 묘사되는 포르노그래피, 좀 더 주류 매체에 속하는 광고와 미술, 스트립 및 매춘, 미인 대회와 같은 이벤트나 공공 장소에서 여성을 뻔뻔스럽게 성적으로나 미적으로 평가하거나 판단하는 남성, 성형 수술, 특히 유방 확대나 음순 성형에 대한 필요성을 가정하는 것 등이 그 예다. 미디어에서 나타나는 대상화는 주요 여성 캐릭터가 부족한 것과 같이 미묘한 형태에서부터 몹시 성애화(sexualization)된 대화 및 도발적으로 옷을 입은 여성 캐릭터와 같은 매우 명시적인 형태에 이르기까지 다양할 수 있다.
일부 여성학자와 심리학자들은 성적 대상화는 섭식 장애, 우울증, 성기능 장애 등을 포함한 부정적인 심리적 효과를 불러올 수 있으며, 자신의 지성과 역량이 사회에 인정받지 못하며, 앞으로도 인정받지 못할 것이라는 믿음을 여성에게 심어줌으로써 부정적인 자아상(self-image)을 형성할 수 있다고 주장한다. 여성의 성적인 대상화는 또한 여성의 성과, 자신감, 직장 내 직위에 부정적인 영향을 미치는 것으로 밝혀졌다. 몇몇은 여성주의 운동 자체가 "자유로운" 사랑 (즉, 자신들의 즐거움을 위해 결혼 생활 밖의 비-재생산 섹스를 선택하는 남성과 여성)을 촉진함으로써 여성의 성적 대상화 문제에 기여했다고 주장한다. "자유로운" 사랑을 조장함으로써 남자의 일생 동안 성 파트너 평균 수를 증가시켰고, 이것은 차례차례 일부 남성에게 섹스에 대한 가치를 감산시켰으며, 다시 여자를 대상화하는 남자에게 여자를 평가절하 하게끔 만들었다는 것이다. 한 연구에 따르면 여성이 대상화 된 미디어 콘텐츠에 노출된 남성은 여성이 대상화되지 않은 콘텐츠에 노출된 남성보다 그러한 행동을 받아들이는 경향이 더 컸다. 또 다른 연구에 따르면, 남녀를 불문하고 대상화된 여성에게 공감하는 정도가 낮았다. 대상화가 여성과 사회 전반에 어떻게 영향을 미치는지는 학문적 논쟁의 주제인데, 어떤 이들은 여성의 사회 진출의 중요성에 대한 여학생들의 이해가 소녀기(womanhood)에 두려움, 수치심 및 혐오감 등의 감정에 기여할 수 있다고 말하며, 다른 이들은 젊은 여성들이 특히 권력, 존경, 부가 외모에서 파생될 수 있다고 배우기 때문에 대상화에 특히 취약하다고 말한다.
로버트 젠슨(Robert Jensen), 수트 할리(Sut Jhally) 같은 프로-페미니스트 문화 비평가들은 대중 매체와 광고가 상품 및 서비스를 홍보하기 위해 여성의 대상화를 조장한다고 비난한다.
여성의 대상화에 대한 반대는 최근 들어 일어난 현상이 아니다. 예를 들어 프랑스 계몽주의에서는 여성의 유방이 단지 관능적 유혹에 불과한지 또는 자연의 선물인지에 대한 논쟁이 있었다. Alexandre Guillaume Mouslier de Moissy의 1771년作 희곡 "진정한 어머니(La Vraie Mère)"에서 주인공은 자신을 단순히 성적 만족을 위한 대상으로 취급하는 남편을 책망하며 다음과 같이 말한다. "당신의 감각이 너무나 둔한 까닭에, 이 자연의 존경할만한 보물은 단순한 꾸밈으로서 여성의 가슴을 장식할 운명인가?"
1세대 여성주의에서도 엘리자베스 울슨홈 엘미, 프랜시스 스위니 등의 사상가는 남성들이 여성들을 순전히 성적인 기능으로만 축소시킨다고 비판했다. 이들은 임신이 목적이 아니라면 삽입섹스를 하지 말자고 주장했고, '정신적 사랑'을 대안으로 제시하며 남성들의 성적 자기 통제를 촉구했다.
성적 대상화에 관한 문제는 1970년대, 급진적 여성주의 그룹에 의해 본격적으로 문제화되었다. 그 이후로 여성의 성적 대상화라는 현상에 대한 문제화는 삶의 모든 수준에서 급격히 증가하였고, 성적 대상화는 여성에게, 특히 정치 영역에서 부정적인 결과를 초래했다고 주장해왔다. 한편, 새로운 형태의 3세대 여성주의 그룹은 여성의 대상화를 역으로 여성의 몸을 권력의 한 형태로 사용하는 기회로 삼기도 했다. 이는 현재까지도 2세대 여성주의자와 3세대 여성주의자 간의 논쟁을 불러일으키는 지점이기도 하다.

### 여성의 자기 대상화
아리엘 레비(Ariel Levy)는 노출이 심한 옷을 입고 음란한 행동을 하는 등 성을 표출하는 서양 여성들이 스스로를 대상화함으로써 여성의 자기 대상화에 관여한다고 주장한다. 일부 여성들은 그러한 행동을 역량 강화(empowerment)의 한 형태로 보고 있지만, 레비는 이런 행위가 자신이 "경마 문화"라고 부르는, 여성들에게 주입된 자기 가치에 대한 육체적 기준이나 성에 대한 강조로 향했다고 주장한다.
레비는 자신의 저서 여성 쇼비니스트 짭새(Women Chauvinist Pigs : Women and Raunch Culture)에서 이러한 현상에 대해 논의한다. 레비는 걸스 곤 와일드 비디오 시리즈의 촬영자를 찾아가 현대 미국의 성적 문화는 여성을 대상화 할뿐만 아니라 여성이 자신을 대상화하도록 장려한다고 주장했다. 레비는 오늘날의 문화에서 젖은 티셔츠 경연 대회에 참가하거나 외설적인 포르노그래피를 보는 것을 편안하게 여긴다는 생각이 여성주의의 힘의 상징이 되었다고 적었다.

## 남자에 대한 성적 대상화
여성주의자 작가인 크리스티나 호프 소머즈와 나오미 울프는 여성의 성적 해방이 페미니스트들이 비판하던 방식과 비슷한 방식으로 남성을 성적으로 대상화하는, 역할의 반전을 가져왔다고 말했다.. 심리학자 하놀드 리옹은 여성의 성역할에서의 해방에는 남성의 성역할에서의 해방이 필수적이라고 주장했으며, 이와 같은 주장은 1990년대와 2000년대 초반의 걸 파워 운동시기에 더욱 두드러졌다.
한편, 남성에 의한 남성의 성적 대상화는 남성 동성애자 사회에서 많이 이루어진다. 남성 동성애자 사회에서 남성에 대한 성적 대상화는 인종차별보다도 더욱 자주 일어나지만 남성 동성애자 사회는 성적 대상화에 대한 비판에 거부감을 가지고 있다. 특히, 유색 인종에 대한 성적 대상화는 그들로 하여금 성적인 관계에 있어서 고정 관념에 입각한 행동을 취하도록 강요하고 있다.
여성에 의한 남성의 성적 대상화는 광고, 뮤직비디오, 영화, 방송, 화보집, 여성 잡지, 남성 스트립쇼(호스트 바), 포르노그래피의 소비 등의 다양한 양식으로 드러난다.
남성에 대한 성적 대상화는 남성으로 하여금 자신의 신체를 부끄러워 하도록 만들며 이러한 정신적 영향은 여성에 대한 성적 대상화의 영향과 유사하다.
반면 페미니스트 사회학자 캐슬린 배리는 책 섹슈얼리티의 매춘화에서 남성은 성애화의 대상물이 아니며, 집단적으로도 개인적으로도 결코 섹스 또는 섹스화된 몸이 아니라고 주장했다. 남성들은 '섹스를 위한 몸뚱이'로 취급받는 여성과는 달리 몸으로 환원되지 않는다는 것이다. 실제로 카리브해 지역의 성매매 관광 사례를 살펴보면, 백인 여성 관광객과 현지 유색인 남성의 성관계는 노골적인 성행위보다는 낭만적 환상을 추구하는 경향이 있다.

### 매체
식스팩 열풍에서 볼 수 있듯 남성의 몸은 이전 보다 더욱 대상화 되고 있다. 그러나 여성에 대한 성적 대상화만큼 남성에 대한 성적 대상화가 만연 하지는 않다. 남성에 대한 성적 대상화가 증가하고 있지만, 남성은 여전히 주류로서 대부분의 성적 대상화는 여성을 객체로 한다.
남성의 신체가 등장 하는 광고의 37%에서 남성에 대한 성적 대상화가 발견된다. 여성에 대한 성적 대상화의 문제점과 같이, 남성에 대한 성적 대상화는 남성에게 바디셰이밍, 섭식 장애, 완벽한 몸매에 대한 강박증 등을 야기한다. 대중 매체에서 그리는 완벽한 남성에 대한 묘사는 그러한 몸을 갖기 위해 스테로이드를 사용하도록 만드는 원인이 되며, 사회적으로 모든 남성이 그러한 완벽한 남성성을 갖도록 하는 사회적 압박을 가한다.
방송과 영화에 나오는 남성 배우들은 대부분 이상적인 외모를 가지고 있으며 그러한 배우들이 주인공과 같은 중요 배역을 맡고 있다. 그러하지 않은 배우들은 대부분 개그캐릭터로서 받아들여진다. 후자의 외모의 배우가 주인공을 연기하는 경우는 보기 드물다.

## 성적 대상화에 대한 견해
여성주의 이론에서 성적 대상화는 중요하게 다루어지지만, 성적 대상화의 요소가 무엇인지, 그것의 윤리적 문제점은 무엇인지에 대한 견해는 다양하다.
급진적 여성주의자들은 외모를 기반으로한 어떠한 평가에도 반대하였으며, 나오미 울프와 같은 일부 여성주의자들은 신체에 대한 미적 기준 자체를 문제로 보았다. 존 스톨튼버그는 더 나아가, 여성을 시각화하는 모든 종류의 성적 판타지는 잘못된 것이라고 비판하였다.
급진적 여성주의자들은 성적 대상화가 여성을 "억압된 성별'로 만드는데 중요한 역할을 한다고 생각한다. 특히, 대중 매체가 가부장제를 통해 성적 대상화에 일조한다고 주장하며, 포르노그래피는 남성으로 하여금 여성을 대상화하도록 만드는 문제점을 가지고 있다고 비판한다.
일부 보수주의자들은 성적 대상화에 대한 여성주의자들의 비판에 기대, 서구 사회에서 성적 대상화가 만연해지고 있는 현상은 성 해방이 가져온 부정적인 유산이라고 말한다. 웬디 샬릿 등을 포함한 보수주의자들은 성적 대상화 문제를 해결하기 위해서는 성 해방 시대 이전의 성적 규범으로 돌아가야 한다고 주장한다.
여성에 대한 성적 대상화에 대한 비판에 반대하는 의견도 있다. 카밀리 패글리아는 "사람을 성적 대상으로 보는 것은 인간의 고유한 능력 중 하나"라고 주장했다. 그녀는 대상화 자체가 개념화, 미학적 감각 등의 인간 고유의 능력과 밀접히 연관되어 있다고 보았다. 자유주의적 여성주의자인 웬디 맥엘로이는 '사물'은 성적인 특징을 갖고 있지 않다는 점을 들어 성적 '대상화'를 통한 여성의 '사물화'는 어불성설이라 말했다. 그녀는 여성은 몸뿐만이 아니라 정신과 영혼을 가진 존재이며 이 중 한 측면에 집중하더라도 여성이 억압받는 것은 아니다라고 주장하였다.

## 같이 보기
- 여성혐오
- 비인간화
- 강간 문화

## 추가 문헌
- Bartky, Sandra Lee (1990). 《Femininity and domination: studies in the phenomenology of oppression》. New York: Routledge. ISBN 978-0-415-90186-4.
- Berger, John (1972). 《Ways of Seeing》. London: BBC and Penguin Books. ISBN 0-563-12244-7 (BBC), ISBN 0-14-021631-6, ISBN 0-14-013515-4 (pbk).
- Bridges, Ana J.; Johnson, Jennifer A.; Dines, Gail; Condit, Deirdre M.; West, Carolyn M. (2015년 4월). “Introducing Sexualization, Media & Society”. 《Sexualization, Media, & Society》 (Sage) 1 (1): 487–515. doi:10.1177/2374623815588763.
- Brooks, Gary R. (1995). 《The centerfold syndrome: how men can overcome objectification and achieve intimacy with women》. San Francisco: Jossey-Bass. ISBN 978-0-7879-0104-2.
- Coy, Maddy; Garner, Maria (2010년 11월). “Glamour modelling and the marketing of self-sexualization: critical reflections”. 《International Journal of Cultural Studies》 (Sage) 13 (6): 657–675. doi:10.1177/1367877910376576.
- Eames, Elizabeth R. (1976). “Sexism and woman as sex object”. 《Journal of Thought》 (Caddo Gap Press) 11 (2): 140–143. Preview.
- Holroyd, Julia (2005). 《Sexual objectification: The unlikely alliance of feminism and Kant》 (pdf). Society for Applied Philosophy International Congress. Oxford, UK. (conference paper)
- LeMoncheck, Linda (1985). 《Dehumanizing Women: Treating Persons as Sex Objects》. New York: Rowman & Littlefield. ISBN 978-0-8476-7386-5.
- Nussbaum, Martha C. (1995년 10월). “Objectification”. 《Philosophy & Public Affairs》 (Wiley) 24 (4): 249–291. doi:10.1111/j.1088-4963.1995.tb00032.x. JSTOR 2961930.
- Papadaki, Evangelia (Lina) (2007년 8월). “Sexual objectification: From Kant to contemporary feminism” (PDF). 《Contemporary Political Theory》 (Palgrave Macmillan) 6 (3): 330–348. doi:10.1057/palgrave.cpt.9300282. 2012년 7월 18일에 원본 문서 (PDF)에서 보존된 문서. 2017년 8월 10일에 확인함.
  - 강은교, 김혜연, 신우승, 최하은, 한가람 번역. 파파다키, 에반젤리아 (2016). 《객체화에 대한 페미니즘의 관점들》. 전기 가오리. ISBN 9791195872978.
- Parker, Kathleen (2008년 6월 30일). “'Save the males': Ho culture lights fuses, but confuses”. 《Daily News》 (New York). 2008년 7월 2일에 원본 문서에서 보존된 문서. 2017년 8월 10일에 확인함.
- Paul, Pamela (2005). 《Pornified: how pornography is transforming our lives, our relationships, and our families》. New York: Times Books. ISBN 978-0-8050-8132-9.
- Mario Perniola, The Sex-appeal of the inorganic, translated by Massimo Verdicchio, London-New York, Continuum, 2004.
- Sharge, Laurie (2005년 4월). “Exposing the fallacies of anti-porn feminism”. 《Feminist Theory》 (Sage) 6 (1): 45–65. doi:10.1177/1464700105050226.
- Soble, Alan (2002). 《Pornography, Sex, and Feminism》. Amherst, New York: Prometheus Books. ISBN 9791195872978.
- 배리, 캐슬린 (2002). 《섹슈얼리티의 매춘화》. 삼인. ISBN 9788987519623.